# Lockheed F-94
Die Lockheed F-94 „Starfire“ war ein in den 1950er-Jahren entwickelter einstrahliger Abfangjäger des US-amerikanischen Herstellers Lockheed.

## Entwicklung und Einsatz
Im Herbst 1947 äußerte die US Air Force Lockheed und anderen Firmen gegenüber den Bedarf an einem zweisitzigen Allwetterabfangjäger. 1949 testete die Sowjetunion erfolgreich ihre erste Atombombe. Daraufhin wurden die Programme für verschiedene Abfangjäger wie die North American F-86D „Sabre Dog“, die Northrop F-89 „Scorpion“ und die Lockheed F-94 „Starfire“ beschleunigt.
Um anfliegende Bomber erfolgreich bekämpfen zu können, wurden ein Radargerät und ein Radarbeobachter benötigt. Damit dies alles in die Flugzeugzelle hinein passte, wurde ein Prototyp des Jettrainers T-33, eine modifizierte F-80, zur ersten von zwei Versuchsmaschinen YF-94 umgebaut.
Es wurden ein APG-33-Radar mit einer Erfassungsreichweite von 32 km und aus Platzgründen nur vier 12,7-mm-Maschinengewehre eingebaut. Als Triebwerk kam ein Allison J-33-A-33 mit 2.722 kp Schub ohne Nachbrenner zum Einsatz. Die Flugleistungen waren mit 966 km/h Höchstgeschwindigkeit aber bestenfalls befriedigend und nicht besser als die der F-80. Die beiden YF-94, die am 16. April 1949 zum ersten Mal flogen, litten anfangs unter Triebwerksproblemen und so verzögerte sich der Projektabschluss bis zum Dezember 1949.
Die nun folgende erste Serienversion F-94A entstand nur in kleiner Stückzahl, hierbei handelte es sich um noch im Werk umgebaute T-33. Nach dem Test einer überarbeiteten YF-94B ging diese als erste größere Serienversion in Produktion. Es wurden über 25 Staffeln in den USA und Kanada damit ausgerüstet. Im Herbst 1950 wurden auch einige Maschinen in den Koreakrieg geschickt. Dort durften sie aber nicht über feindliches Gebiet fliegen, somit blieben die Erfolge aus. Erst im Januar 1953 konnten die F-94 auch über die Frontlinie hinaus Einsätze fliegen und sie schossen jetzt auch MiG-15 ab. Die meisten Maschinen wurden aber vom Air Defense Command auf dem nordamerikanischen Kontinent verwendet. Diese frühen Versionen waren bei den Piloten zwar beliebt, aber offensichtlich nur ein Übergangsmodell.
Es folgten zwei Prototypen YF-94C der endgültigen Version F-94C „Starfire“. Dieses Modell hatte einen fast völlig neu konstruierten Rumpf, um das neue J48-P-5-Triebwerk von Pratt & Whitney einbauen zu können. Dieses Triebwerk war eine Lizenzversion des Rolls-Royce Tay und erreichte eine Leistung von 2.880 kp Schub ohne und 3.969 kp mit Nachbrenner. Der Rumpf hatte größere Lufteinläufe und ein im Durchmesser erweitertes und längeres Heckteil mit einem gepfeilten Leitwerk. Auch das hintere Cockpit wurde erhöht. Zusätzlich wurden neue Tragflächen mit dünnerem Profil, aber trotzdem stabilerer Bauart konstruiert, gleichzeitig wurden fest montierte Flügelspitzentanks angebracht. Jetzt waren Geschwindigkeiten bis Mach 0,92 möglich.
Die Bewaffnung wurde völlig verändert; die Maschinengewehre wurden entfernt und stattdessen 24 Raketenstartrohre kreisförmig um das Radar in der Nasenspitze sowie jeweils zwölf Startrohre in Behältern an den Tragflächen montiert. Damit konnten ungelenkte 2,75-inch-(69,85-mm-)FFAR-Luft-Luft-Raketen „Mighty Mouse“ abgefeuert werden. Diese Raketen wurden auf ein Zielgebiet von der Größe eines Fußballfeldes abgefeuert und brachten jeden Bomber, der sich dort befand, zum Absturz. Diese Konstruktion bewährte sich jedoch nicht, da der Pilot beim Abfeuern der Raketen stark geblendet wurde. Außerdem kamen immer wieder die Raketenabgase in die Lufteinläufe und bewirkten Störungen am Triebwerk. Also wurde diese Startanlage stillgelegt und nur die 24 Startbehälter an den Tragflächen belassen.
Insgesamt entstanden 854 F-94 aller Versionen.
Bereits in der Mitte der 1950er-Jahre wurde die „Starfire“ von der F-102 „Delta Dagger“ in die zweite Reihe verdrängt.

## Verluste
Der Einsatz der F-94 in Korea begann im Januar 1952. Bereits im Zeitraum vom 26. Juni 1950 bis zum 30. Juni 1951 waren probehalber 740 Stunden geflogen worden, jedoch keine Einsätze. Bis zum Juli 1953 gingen insgesamt 28 Flugzeuge verloren, davon neun Einsatzverluste. Eine F-94 wurde durch Jagdflugzeuge abgeschossen, zwei blieben vermisst, der Rest fiel Unfällen zum Opfer. Dabei wurden sechs Besatzungsmitglieder getötet, sechs waren vermisst. Insgesamt wurden 4.694 Kampfeinsätze geflogen, sodass die Verlustrate bei 0,6 % lag. Insgesamt gingen neben den neun Einsatzverlusten 242 F-94 im Zeitraum von 1950 bis 1959 durch Unfälle verloren. Das Flugzeug wurde in den Jahren 1958 und 1959 aus dem Einsatz genommen.

## Versionen

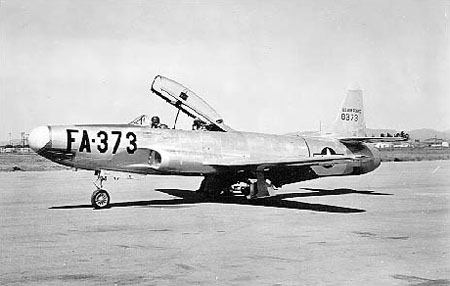
Prototyp der F-94, die XF-94

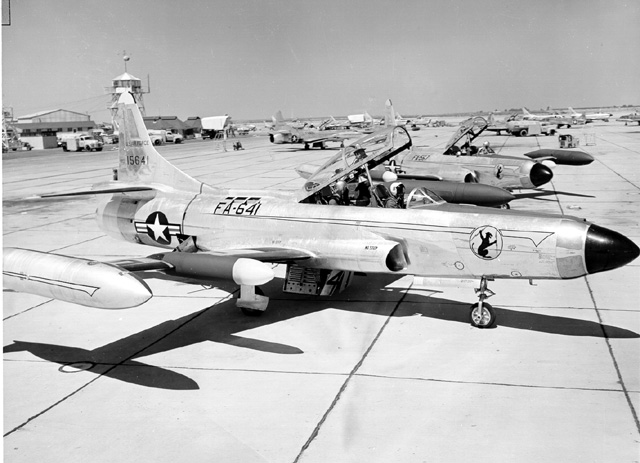
Eine der ersten F-94 1950 beim Continental Air Command

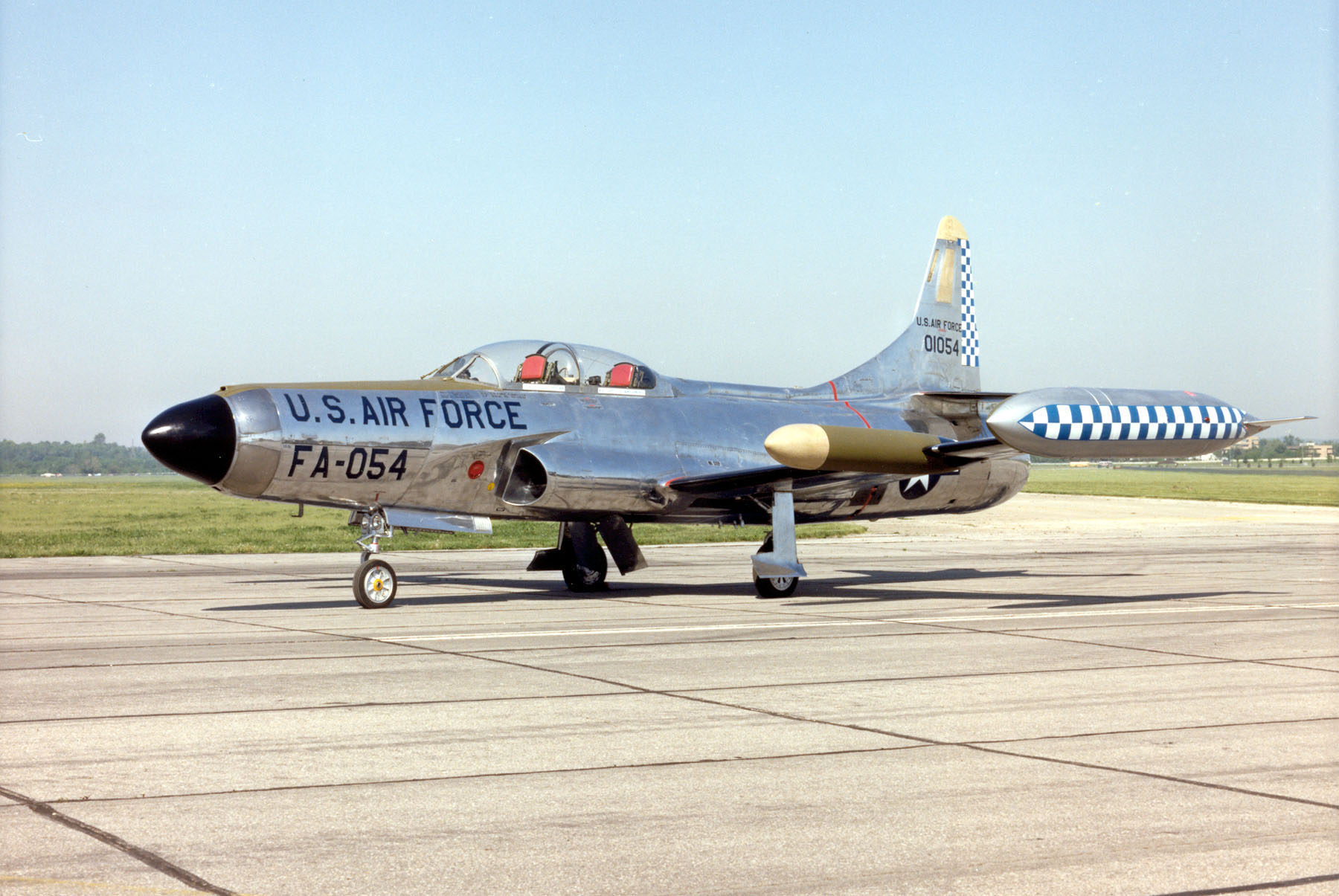
Restaurierte F-94C

YF-94zwei umgebaute TF-80C;
YF-94APrototyp (Seriennummer 49-2497);
F-94ASerienversion mit Allison-J33-Triebwerk, APG-33-Radar und vier Maschinengewehren, 110 gebaut, ab Dezember 1949 in Dienst gestellt;
F-94Bwenig verändertes und verbessertes Modell mit Sperry-„Zero-Reader“-Flugleitgerät und „Fletcher“-Flügelspitzentanks, 355 gebaut;
YF-94CPrototyp, zwei gebaut (ursprünglich YF-97A): Pratt & Whitney J-48-P-5-Triebwerk, Vorrichtung zur Luftbetankung, umkonstruierte Tragflächen, Heckflügel mit Pfeilung und verbesserter Avionik. Die MGs fielen weg, stattdessen wurden 24 ungelenkte Raketen um das Radar herum angeordnet, weitere 24 konnten in Tragflächenbehältern mitgeführt werden;
F-94CSerienversion der YF-94C, 387 gebaut;
F-94Deinsitziger Jagdbomber, nicht gebaut.

## Produktion
Abnahme der F-94 durch die USAF:
| Version | 1949 | 1950 | 1951 | 1952 | 1953 | 1954 | SUMME | Preis       |
| ------- | ---- | ---- | ---- | ---- | ---- | ---- | ----- | ----------- |
| YF-94A  | 1    |      |      |      |      |      | 1     | 258.123 USD |
| F-94A   |      | 108  |      |      |      |      | 108   | 258.123 USD |
| YF-94B  |      | 1    |      |      |      |      | 1     |             |
| F-94B   |      | 11   | 341  | 4    |      |      | 356   | 196.248 USD |
| YF-94C  |      | 1    |      |      |      |      | 1     |             |
| F-94C   |      |      | 2    | 45   | 253  | 84   | 387   | 534.073 USD |
| SUMME   | 1    | 121  | 343  | 49   | 253  | 87   | 854   |             |

## Technische Daten Lockheed F-94C
- Typ: zweisitziger Allwetter-Abfangjäger
- Abmessungen:
  - Spannweite 12,93 m
  - Länge 13,56 m
  - Höhe 4,55 m
  - Tragflügelfläche 31,40 m²
- Masse:
  - Leermasse 5.761 kg
  - max. Startmasse 10.977 kg
- Triebwerk: Turbojet Pratt & Whitney J48-P-5; 2.880 kp ohne Nachbrenner; 3.969 kp mit Nachbrenner
- Leistung:
  - Höchstgeschwindigkeit
    - 941 km/h in 6.700 m Höhe
    - 1.030 km/h in Bodennähe

  - Steiggeschwindigkeit 40,5 m/s in Bodennähe
  - Dienstgipfelhöhe 15.665 m
  - Reichweite 1.930 km
- Bewaffnung: 24 Mighty-Mouse-Luft-Luft-Raketen (48 mit Tragflächenbehältern)
- Besatzung: zwei